# 7 شعبان
- السبت
- الأحد
- الاثنين
- الثلاثاء
- الأربعاء
- الخميس
- الجمعة

- 2525 يناير 2025
- 2626 يناير 2025
- 2727 يناير 2025
- 2828 يناير 2025
- 2929 يناير 2025
- 3030 يناير 2025
- 131 يناير 2025
- 21 فبراير 2025
- 32 فبراير 2025
- 43 فبراير 2025
- 54 فبراير 2025
- 65 فبراير 2025
- 76 فبراير 2025
- 87 فبراير 2025
- 98 فبراير 2025
- 109 فبراير 2025
- 1110 فبراير 2025
- 1211 فبراير 2025
- 1312 فبراير 2025
- 1413 فبراير 2025
- 1514 فبراير 2025
- 1615 فبراير 2025
- 1716 فبراير 2025
- 1817 فبراير 2025
- 1918 فبراير 2025
- 2019 فبراير 2025
- 2120 فبراير 2025
- 2221 فبراير 2025
- 2322 فبراير 2025
- 2423 فبراير 2025
- 2524 فبراير 2025
- 2625 فبراير 2025
- 2726 فبراير 2025
- 2827 فبراير 2025
- 2928 فبراير 2025

7 شعبان أو 7 شعبان المُعَظّم أو يوم 7 \ 8 (اليوم السابع من الشهر الثامن) هو اليوم الرابع عشر بعد المائتين (214) من أيَّام السنة (أو الخامس عشر بعد المائتين لو كان شهر جمادى الآخرة مُتممًا لليوم الثلاثين أو السادس عشر بعد المائتين لو أتم كلاً من صفر وربيع الآخر وجمادى الآخرة ثلاثين يوماً) وفق التقويم الهجري القمري (العربي). يبقى بعده 140 أو 141 يومًا لانتهاء السنة.

## أحداث
- 12هـ - خروج أبي عبيدة بن الجراح قائدًا على أحد الجيوش الأربعة التي أرسلها الخليفة أبو بكر الصديق لفتح الشام.
- 1305هـ - صدور العدد الأول من جريدة المقطم في القاهرة.
- 1359هـ - الطائرات الحربية الإيطالية تقصف مستعمرة تل أبيب اليهودية في فلسطين إبان الحرب العالمية الثانية وتقتل 117 شخصا.
- 1374هـ - المملكة المتحدة تنضم إلى حلف بغداد وتوقع معاهدة مع العراق.
- 1376هـ - مصر تعيد فتح قناة السويس وذلك بعد إكمال انسحاب القوات الإسرائيلية من سيناء وقطاع غزة.
- 1383هـ - جمال عبد الناصر يدعو لمؤتمر قمة عربي طارئ لمواجهة خطر تحويل إسرائيل لمياه نهر الأردن.
- 1385هـ - أمير الكويت الشيخ صباح السالم الصباح يعين الشيخ جابر الأحمد الصباح رئيسًا لمجلس الوزراء.
- 1399هـ - عقد أول اجتماع للجنة القدس في مدينة فاس المغربية.
- 1400هـ - اغتيال رئيس الوزراء السوري الأسبق صلاح البيطار في باريس بواسطة المخابرات السورية؛ بسبب خلافاته مع الرئيس البعثي حافظ الأسد.
- 1409هـ - مصر تستعيد شريط طابا الحدودي من إسرائيل، بعد حكم أصدرته محكمة العدل الدولية، أقر أحقية مصر في طابا.
- 1411هـ - الجيش العراقي يفجر عدد من أبار النفط في الكويت إبان حرب الخليج الثانية.

## مواليد
- 1328هـ - محمد عبد المطلب، مطرب مصري.
- 1349هـ - ملك سكر، ممثلة سورية.
- 1352هـ - رشوان توفيق، ممثل مصري.
- 1363هـ - بشير الديك، كاتب مصري.
- 1370هـ - وجنات الرهبيني، ممثلة سعودية.
- 1379هـ - عماد عبد الحليم، ملحن ومغني مصري.
- 1397هـ -
  - هالة خليل، مخرجة مصرية.
  - غادة السراج، إعلامية كويتية.
- 1398هـ - مروة مهران، ممثلة مصرية.

## وفيات
- 637 هـ - أحمد بن خليل الخويي، عالم مسلم ومتكلم وقاضي في العصر السلجوقي.
- 1215 هـ - أحمد العطار، فقيه مسلم وشاعر عربي عراقي.
- 1306 هـ - يوسف بك كرم، زعيم الثوار اللبنانيين على نظام المتصرفية.
- 1362 هـ - عبد العزيز بن صالح العلجي، فقيه مالكي وشاعر وتاجر سعودي.
- 1377 هـ - لطف علي معدل، سياسي وصحفي إيراني.
- 1378 هـ - معتوق السليم، فقيه جعفري سعودي.
- 1385 هـ - كامل الشناوي، شاعر وصحافي مصري.
- 1400 هـ - صلاح البيطار، رئيس وزراء سوريا الأسبق وأحد مؤسسي حزب البعث العربي الاشتراكي.
- 1412 هـ - حكمت وهبي، ممثل ومغني ومذيع لبناني.
- 1427 هـ - محمد عبد الوهاب، لاعب كرة قدم مصري.
- 1429 هـ - محمود درويش، شاعر فلسطيني.
- 1433 هـ - هاني السعدي، ممثل سعودي.
- 1436 هـ - منقذ العلي، مذيع رياضي سوري.
- 1438 هـ -
  - مشعل بن عبد العزيز آل سعود، رئيس هيئة البيعة السعودية.
  - عباس عبد الله سراج، وزير الأشغال العامة والإسكان في الصومال.
  - عدنان الدليمي، سياسي وأكاديمي إسلامي عراقي.
- 1441 هـ - عبد الحليم خدام، سياسي سوري.
- 1442 هـ - بسام فرج، رسام كاريكاتير عراقي.

## وصلات خارجية
- موقع قصة الإسلام: حدث في شهر شعبان.